# Velký Kamýk
Velký Kamýk je rozhledna postavená pod vrcholem Velký Kamýk v nadmořské výšce 515 m n. m., cca 6 km západně od Písku. Ocelová rozhledna se nachází na telekomunikačním vysílači společnosti T-Mobile na Velkém Kamýku (531 m n. m.) u Velkých Nepodřic (obec Dobev).

## Historie a technická data
Výstavbu vysílače v roce 2002 realizoval mobilní operátor T-Mobile. Hlavním dodavatelem 72tunové stavby byla společnost Excon a.s. Podmínkou Městského úřadu v Písku na vybudování věže bylo umístění vyhlídkové plošiny pro turisty. Rozhledna je oficiálně je přístupná až od roku 2006. Věž na Velkém Kamýku získala „Čestné uznání“ v soutěži o „Nejlepší realizovanou stavbu s ocelovou konstrukcí v ČR a SR v období 2000–2003“ v kategorii Mosty, věže a stožáry.

## Výhled
Západním směrem je výhled omezen stromy na vrcholu Velkého Kamýku, jinak nabízí rozhledna z vyhlídkového ochozu ve výšce 31 m výhled na vrcholky Šumavy, Brdy, JE Temelín, město Písek, vrchol Jarníku s rozhlednou a také na Písecké hory.

### Externí odkaz
- rozhledny.webzdarma.cz/
- rozhledny.kohl.cz/
- Rozhlednovým rájem
- Kudy z nudy
- rozhledna na Mapy.cz